# ورینگهام
ورینگهام (به انگلیسی: Wreningham) یک روستا و محله مدنی در بریتانیا است که در نورفک غربی واقع شده‌است. ورینگهام ۶٫۲۴ کیلومتر مربع مساحت و ۵۲۸ نفر جمعیت دارد.